# جيانفرانكو بيليني
جيانفرانكو بيليني (بالإيطالية: Gianfranco Bellini)‏ هو ممثل إيطالي (وحمل سابقاً جنسية مملكة إيطاليا)، ولد في 10 يوليو 1924 في باليرمو في إيطاليا، وتوفي في 9 أغسطس 2006 في روما في إيطاليا.

## وصلات خارجية
- جيانفرانكو بيليني على موقع IMDb (الإنجليزية)
- جيانفرانكو بيليني على موقع كينوبويسك (الروسية)